# Oberaarnollen
Oberaarnollen är en bergstopp på gränsen mellan kantonerna Bern och Valais i Schweiz. Den är belägen i Bernalperna, cirka 75 kilometer sydost om huvudstaden Bern. Bergstoppen ligger mellan Oberaarhorn och Oberaarrothorn. Toppen på Oberaarnollen är 3 409 meter över havet.